# N-640 (Spanje)
De N-640 is een weg in de Spaanse regio's Asturië en Galicië.
De weg begint in Barres (Castropol, Asturië) bij de aansluiting met de weg (A-8 E70 N-634), van San Sebastian naar Santiago de Compostella, en eindigt in Vilagarcía de Arousa.
Deze weg heeft een lengte van 111 km en gaat over een hoogte van maximaal 640 m.

## Steden en dorpen langs de N-640
- Vilagarcía de Arousa
- Caldas de Reis
- Cuntis
- A Estrada
- Silleda
- Lalín
- Agolada
- Monterroso

Autovías:
A-1
· A-2
· A-3
· A-4
· A-5
· A-6
· A-7
· A-8
· A-9
· A-10
· A-11
· A-12
· A-13
· A-14
· A-15
· A-16
· A-19
· A-21
· A-22
· A-23
· A-24
· A-26
· A-27
· A-28
· A-30
· A-31
· A-32
· A-33
· A-34
· A-35
· A-38
· A-40
· A-41
· A-42
· A-43
· A-44
· A-45
· A-47
· A-48
· A-49
· A-50
· A-51
· A-52
· A-53
· A-54
· A-55
· A-56
· A-57
· A-58
· A-59
· A-60
· A-62
· A-63
· A-64
· A-65
· A-66
· A-67
· A-68 
· A-70
· A-72
· A-73
· A-75
· A-76
· A-77
· A-80
· A-81
· A-83
· A-91

N-Wegen:
N-102
· N-104
· N-110
· N-111
· N-113
· N-120
· N-121
· N-121a
· N-121b
· N-121c
· N-122
· N-123
· N-124
· N-135
· N-138
· N-141
· N-145
· N-152
· N-204
· N-211
· N-220
· N-225
· N-230
· N-232
· N-234
· N-236
· N-237
· N-238
· N-240
· N-260
· N-301
· N-310
· N-320
· N-322
· N-323
· N-324
· N-325
· N-330
· N-331
· N-332
· N-333
· N-334
· N-335
· N-340
· N-341
· N-343
· N-344
· N-345
· N-350
· N-351
· N-357
· N-400
· N-401
· A-402
· N-403
· N-420
· N-431
· N-432
· N-433
· N-435
· N-441
· N-442
· N-443
· N-501
· N-502
· N-521
· N-525
· N-532
· N-536
· N-540
· N-541
· N-547
· N-550
· N-551
· N-552
· N-553
· N-554
· N-557
· N-601
· N-603
· N-610
· N-611
· N-620
· N-621
· N-622
· N-623
· N-625
· N-627
· N-629
· N-630
· N-631
· N-632
· N-634
· N-635
· N-636
· N-637
· N-640
· N-641
· N-642
· N-643
· N-651

Oude benummering Autovía's (wordt ook nog gebruikt):
N-I
· N-II
· N-III
· N-IV
· N-IVa
· N-V
· N-VI